# بيتر فيرث
بيتر فيرث (بالإنجليزية: Peter Firth) (و. 1953 – م) هو ممثل، وممثل مسرحي، وممثل أفلام من المملكة المتحدة . ولد في برادفورد .

## جوائز وترشيحات
حصل على جوائز منها:
- جائزة المسرح العالمي (1975).[5]

ترشح لـ:
- جائزة الأوسكار لأفضل ممثل مساعد، عن عمل:Equus (1977)
- جائزة توني لأفضل ممثل في مسرحية (1975).

## روابط خارجية
- بيتر فيرث على موقع IMDb (الإنجليزية)
- بيتر فيرث على موقع ألو سيني (الفرنسية)
- بيتر فيرث على موقع ميوزك برينز (الإنجليزية)
- بيتر فيرث على موقع تيرنر كلاسيك موفيز (الإنجليزية)
- بيتر فيرث على موقع أول موفي (الإنجليزية)
- بيتر فيرث على موقع قاعدة بيانات برودواي على الإنترنت (الإنجليزية)
- بيتر فيرث على موقع قاعدة بيانات الأفلام السويدية (السويدية)
- بيتر فيرث على موقع إن إن دي بي (الإنجليزية)
- بيتر فيرث على موقع ديسكوغز (الإنجليزية)
- بيتر فيرث على موقع قاعدة بيانات الفيلم (الإنجليزية)